# Ignazio Saietta

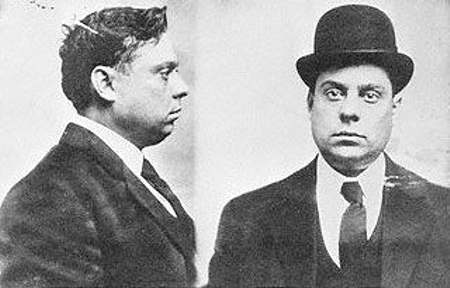
Ignazio „Lupo“ Saietta, Polizeifoto aus dem Jahr 1909

Ignazio „Lupo the Wolf“ Saietta, gebürtig Ignazio Lupo (* 19. März 1877 in Palermo, Sizilien; † 13. Januar 1947 in Brooklyn, New York City), war ein italo-amerikanischer Mafioso. Er war Begründer der Black Hand Gang in New York City und Mitglied der Morello-Familie.

## Biografie

### Aufstieg
Ignazio Lupo wurde in Palermo auf Sizilien geboren und soll bereits im Alter von 12 Jahren einen Mann namens Salvatore Morello ermordet haben und deshalb 1889 in die Vereinigten Staaten geflohen sein. In New York City, wo seine Anwesenheit ab 1900 genannt wird, wurde er mit dem Terranova-Morello-Clan bekannt und heiratete Salvatrese Terranova, im gleichen Jahr wurde sein Sohn Rocco geboren. Lupo benutzte zu Tarnzwecken den Geburtsnamen seiner Mutter „Saietta“.
Er gilt als Begründer der Black Hand Gang, welche nun zusammen mit der Morello-Familie, die als Vorläufer der Genovese-Familie gelten kann, in Manhattan einen großen Falschgeldring aufzog. Allerdings war er auch in zahllose Morde verstrickt und arbeitete auch mit dem Mustache Pete Vito Cascio Ferro zusammen, der 1901 nach New York City gekommen war, aber nach seinem Freispruch einer Mordanklage 1909 nach Sizilien zurückkehrte. Ignazio wurde später auch Underboss der Morello-Familie.
So war es Saietta gelungen, seinen gewaltsamen Einfluss auf italo-amerikanische Kreise in Manhattan, Brooklyn und der Bronx zu nutzen, um Präsident der Unione Siciliana zu werden. Als erste Ansprechstelle nicht Englisch sprechender Italiener war die Unione die ideale Rekrutierungsstelle für Saietta und eine ideale Tarnung für kriminelle Aktivitäten. Als 1901 der italo-amerikanische Polizeiagent Joseph Petrosino die Zentrale der Unione durchsuchte, wurden sechzig Leichen entdeckt. Saietta wurde zwar verhaftet, aber außer dem Faktum, dass ihm das Gebäude gehörte, war ihm nichts nachzuweisen.
Das Leichenhaus war seitdem als Murder Stable bekannt und das Image der Unione war ruiniert. Es gab Thesen, die Unione sei von Anfang an durch die Black Hand, und damit von der Mafia, gegründet worden.
Ob Lupo selbst die Morde beging oder z. B. die Hilfe seines Schwagers Giuseppe Morello in Anspruch nahm, kann nicht mehr endgültig aufgeklärt werden. Die Black Hand Gang beschäftigte sich vor allem mit Erpressung und so wurde Lupo am 7. März 1906 im Zusammenhang mit der Entführung des Sohns des italo-amerikanischen Bankers Tony Bonzuffi verhaftet, kam aber nach Zahlung einer Kaution von 1.000 US-Dollar frei.

### Betrügerischer Bankrott
Sein Hauptquartier und Geschäft befand sich damals in der 210 Mott Street. Allerdings legte er im November einen betrügerischen Bankrott mit seiner Lebensmittelhandlung hin und tauchte zunächst unter; dabei waren alleine 700.000 US-Dollar an unbezahlten Rechnungen aufgelaufen. Ein großer Teil der verschwundenen Waren im Wert von 50.000 US-Dollar wurde allerdings am 4. Dezember 1908 auf den Piers von New York – versandfertig für Italien – wiedergefunden. Außerdem entdeckte man in Harlem Grundbesitz im Wert von 110.000 US-Dollar.
Der Coup war offensichtlich lange vorbereitet, denn sein Bruder Giovanni „John“ Lupo, der 1900 nach New York gekommen war und zusammen mit seinem Bruder in einem Haus in Fort George in der 184th Street/Nicholas Avenue zusammengelebt hatte, verließ nach 20-monatiger Tätigkeit in der 210 Mott Street den Laden und eröffnete im Oktober 1908 ein eigenes Lebensmittelgeschäft in Hoboken unter dem Namen Lupo & Lapresti. Lapresti war im weiteren Verlauf einer der von Lupo verwendeten Alias-Namen.
Lupo selbst war nach Baltimore und Buffalo abgetaucht und ging im Januar 1909 nach Ardonia. Allerdings nutzte er die Zeit, um sich um das bereits neu angelaufene Geschäft mit Falschgeld besserer Qualität zu kümmern. Im gleichen Jahr hatte nämlich ein Treffen zwischen Lupo, seinen Schwagern aus dem Terranova-Morello-Clan und Vito Cascio Ferro stattgefunden. Dabei ging es eventuell um Probleme beim gemeinsam aufgezogenen Falschgeldring und es wurde hier die Ermordung von Joseph Petrosino, einem italo-amerikanischen Polizisten, besprochen. Dieser wurde dann auch bei Nachforschungen am 12. März 1909 auf Sizilien ermordet. Angeblich soll Lupo die Ermordung zugesagt und sogar Italien besucht haben; unklar bleibt, ob er tatsächlich direkt an dem Mord beteiligt war.

### Das Ende des Falschgeldrings
Am 1. November 1909 mietete Lupo unter dem Alias-Namen „Joe La Presti“ ein Haus in Bath Beach. Elf Tage später, am 12. November, erschien er dann zusammen mit seinem Anwalt Charles Barbier im Büro seiner Gläubiger und behauptete, selbst erpresst worden und aus diesem Grund für ein Jahr untergetaucht zu sein. Am 15. November 1909 wurde Lupo festgenommen und am 17. November in Untersuchungshaft genommen; zunächst lautete der Vorwurf nur auf Erpressung von Salvatore Manzella, das Verfahren wurde aber am 22. November eingestellt, da Manzella nicht vor den Behörden erschien. Lupo wurde freigelassen, aber umgehend wegen einer älter zurückliegenden Falschgeldsache aus dem Jahr 1902 erneut festgenommen. Auch diesen Vorwurf konnte er noch durch die Zahlung einer Strafe von 5.000 US-Dollar abwenden. Allerdings war die Polizei mittlerweile der Verteilung des neuen besseren Falschgeldes auf die Spur gekommen. Am 8. Januar 1910 fanden Beamte des Secret Service in einem Haus einen Revolver, Briefe sowie Pässe und Bankunterlagen auf die Namen John Lupo, Joseph La Presti und Giuseppe La Presti.
Am 26. Januar 1910 begann dann der Prozess wegen der Verbreitung von Falschgeld und am 19. Februar 1910 wurde das Urteil gefällt: Lupo erhielt 30 Jahre und eine Geldstrafe von 1.000 US-Dollar, sein Schwager Giuseppe Morello 25 Jahre und 1.000 US-Dollar Geldstrafe. Die weiteren Mittäter wurden ebenfalls verurteilt: Giuseppe Calicchio, 17 Jahre, 600 US-Dollar Strafe; Giuseppe Palermo, 18 Jahre, 1.000 US-Dollar Strafe; Nicola Sylvestro, Cantonio Cecala, Vincenzo Giglio und Salvatore Cina zu je 15 Jahre und 1.000 US-Dollar Geldstrafe. Außerdem wurden Lupo und Morello in ein Arbeitslager nach Atlanta gebracht.

### Die Rückkehr
Am 30. Juni 1920 wurde er durch den Generalstaatsanwalt Harry M. Daugherty auf Bewährung freigelassen und gelobte, nach Sizilien zurückzukehren. Am 30. Oktober 1921 erlaubte Daugherty die Reise und die Rückkehr und Lupo kehrte vermutlich in den ersten Monaten des Jahres 1922 von Sizilien nach New York City zurück. Jedenfalls wurde sein dreiwöchiger Aufenthalt auf Ellis Island dokumentiert, wo er versuchte, seiner Ausweisung entgegenzuwirken. Ironischerweise gab er an, Weinhändler zu sein, obwohl bereits seit 1920 die Alkoholprohibition in Kraft war. Am 12. Juni 1922 erhielt er dann eine Aufenthaltserlaubnis durch die US-Regierung. Er stieg nun ins Bäckereigeschäft ein und eröffnete zusammen mit seinem Sohn einen Fruchtgroßhandel.
Ähnlich wie sein Schwager Ciro Terranova sich (auch mit mafiösen Methoden) sein Monopol auf Artischocken gesichert hatte, ging er nun im Bäckereigewerbe vor. Jedenfalls wurde am 2. Dezember 1923 seine diesbezügliche Zusammenarbeit mit Anthony Forti offiziell von den Behörden registriert.

### Ausstieg und Ende
Ebenso registrierten 1925 die Behörden seinen erneuten Besuch in Sizilien, und die Polizei ging von einem Geldtransfer dorthin aus. Dieses könnte geradezu als sein Ausstieg aus der vordersten Linie der Cosa Nostra gedeutet werden. Jedenfalls spielte er nach dem Krieg von Castellammare (1930–1931) und in der neuen Hierarchie der Familien keine Rolle mehr.
Er wurde zwar am 8. Oktober 1930 als verantwortlich für die Ermordung von Roger Consiglio gesehen, aber das hatte vermutlich mehr mit der Geldabschöpfung italienischer Bäckereien zu tun, als mit den Machtkämpfen zwischen Joe Masseria und Salvatore Maranzano oder der mörderischen Präsidentenfindung der Unione Siciliana.
Am 16. Juli 1935 wurde er dann, wegen seines erpresserischen Vorgehens, alle italienischen Bäckereien unter seine Kontrolle zu bringen, verhaftet. Insbesondere Franklin Roosevelt war nun zu der Meinung gekommen, dass Lupo gegen seine Bewährungsauflagen aus der alten Falschgeldgeschichte verstoßen hatte, schickte ihn deshalb am 15. Juli 1936 zurück hinter Gittern und er musste seine Haft in der United States Penitentiary in Atlanta antreten. Während seiner Haft erfuhr er 1938 vom Tod seines Schwagers Ciro Terranova und wurde kurze Zeit später wegen seines angeblich schlechten Gesundheitszustandes entlassen; in Freiheit verbrachte er dann aber noch neun weitere Jahre, bevor er eines natürlichen Todes starb.
Laut Inschrift des Grabsteins verstarb er am 13. Januar 1947, und nicht wie in anderen Quellen angegeben 1944, in Brooklyn und liegt im dortigen Familiengrab auf dem Calvary Cemetery u. a. zusammen mit seinem Schwager Ciro Terranova.